# Little Boy Bountiful
Little Boy Bountiful è un cortometraggio muto del 1914 diretto da Warwick Buckland.

## Trama
Un ragazzo ricco invita a cena un povero bambino che rubava il suo pranzo.

## Produzione
Il film fu prodotto dalla Hepworth.

## Distribuzione
Distribuito dalla Hepworth, il film - un cortometraggio di 259 metri - uscì nelle sale cinematografiche britanniche nel giugno 1914.
Si conoscono pochi dati del film che, prodotto dalla Hepworth, fu distrutto nel 1924 dallo stesso produttore, Cecil M. Hepworth. Fallito, in gravissime difficoltà finanziarie, il produttore pensò in questo modo di poter almeno recuperare il nitrato d'argento della pellicola.